# الرعاية الصحية في فنلندا

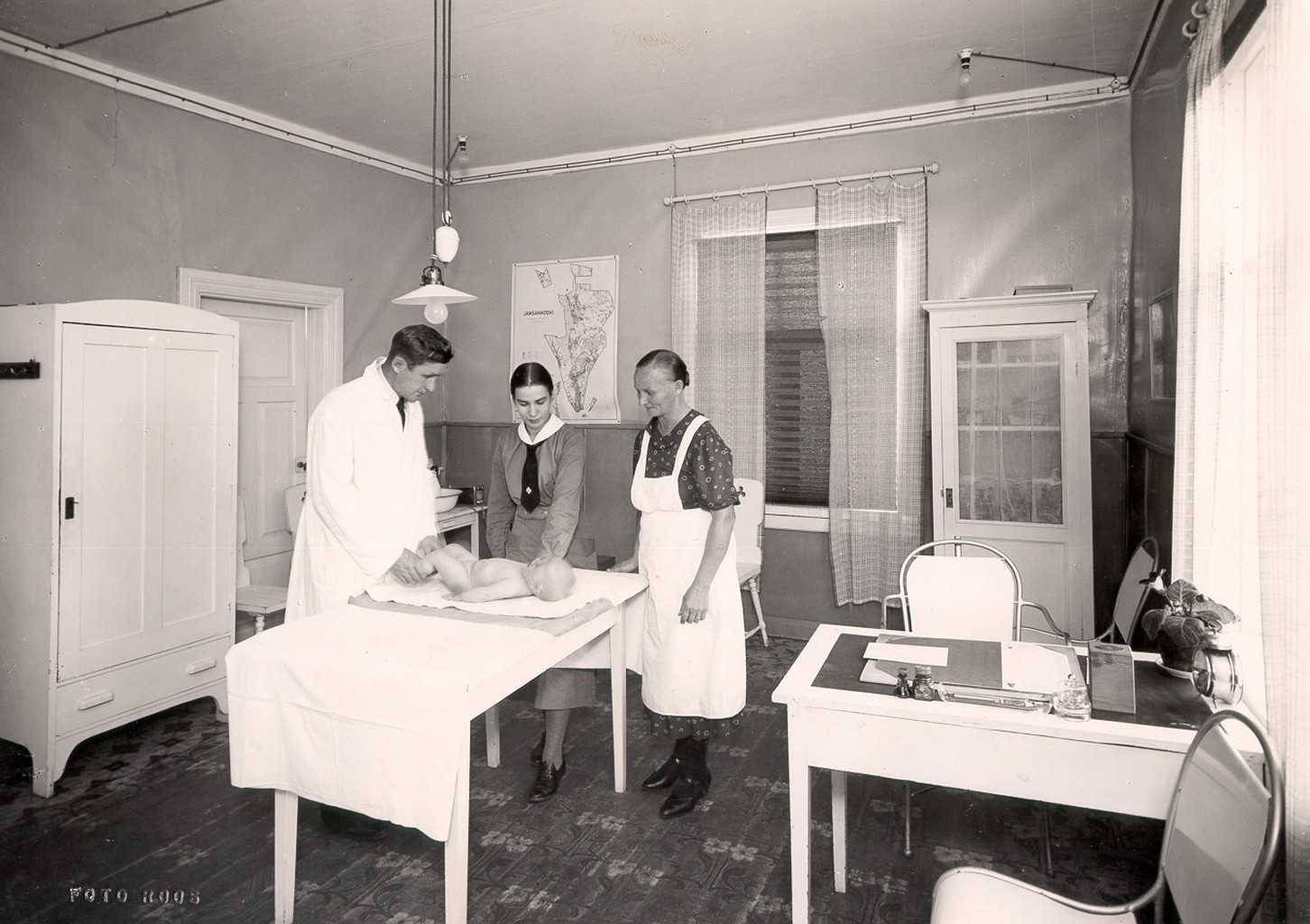

لدى فنلندا نظام رعاية صحية من المستوى ثالث عالي اللامركزية ممول من القطاع العام، وإلى جانبه نظام رعاية صحية خاص أصغر بكثير. تؤول مسؤولية الرعاية الصحية للبلديات (الحكومة المحلية).
يوجد في فنلندا 307 ساكن لكل طبيب. تمول الأسر مباشرة حوالي 18.9% من الرعاية الصحية، و76.6% من الضرائب. حددت فنلندا عملية بيع الدواء لنحو 800 صيدلية مرخصة. من المؤسسات الكبيرة وزارة الصحة والمعهد الفنلندي للصحة والرفاهية.